# Emil Gött

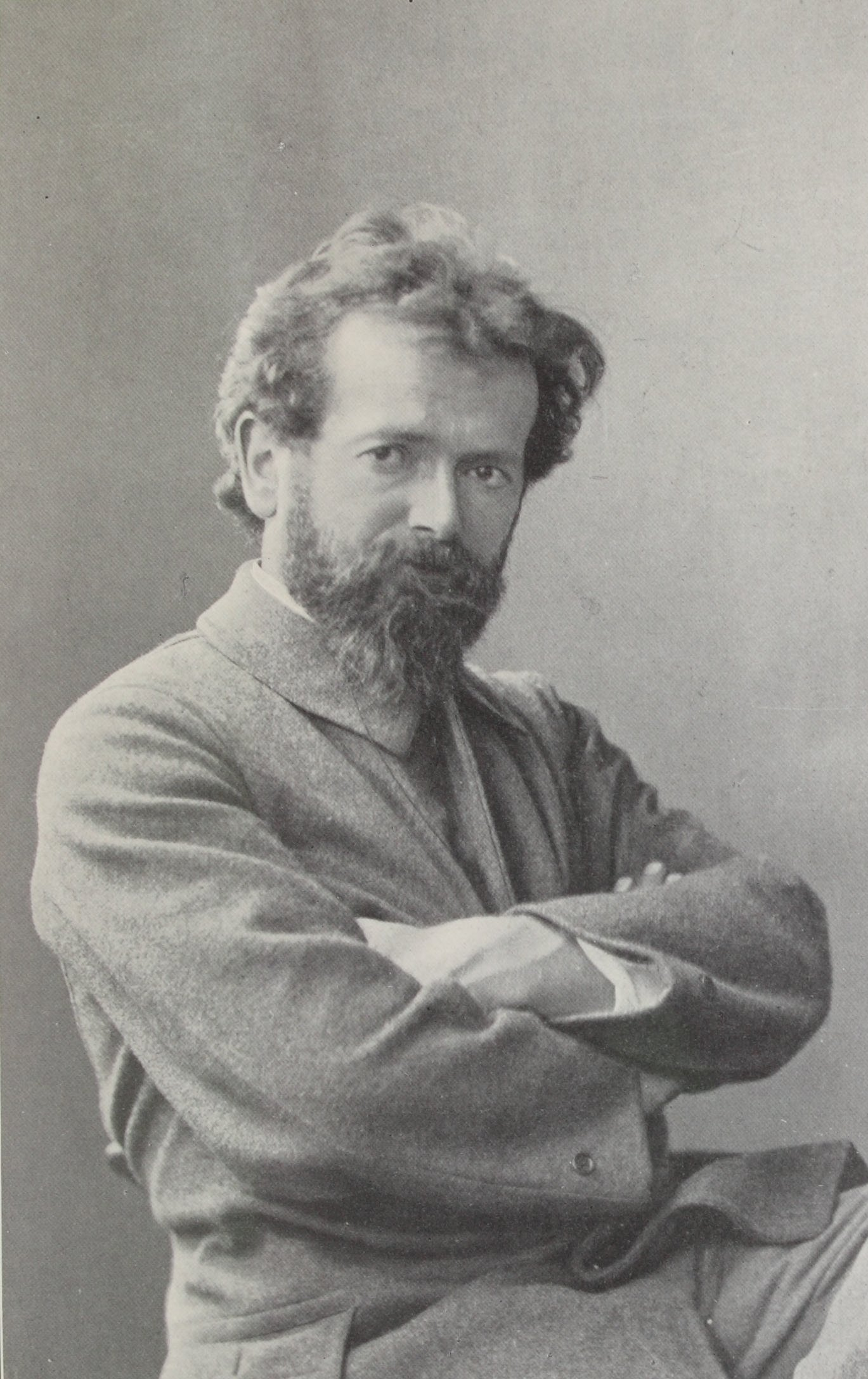
Emil Gött

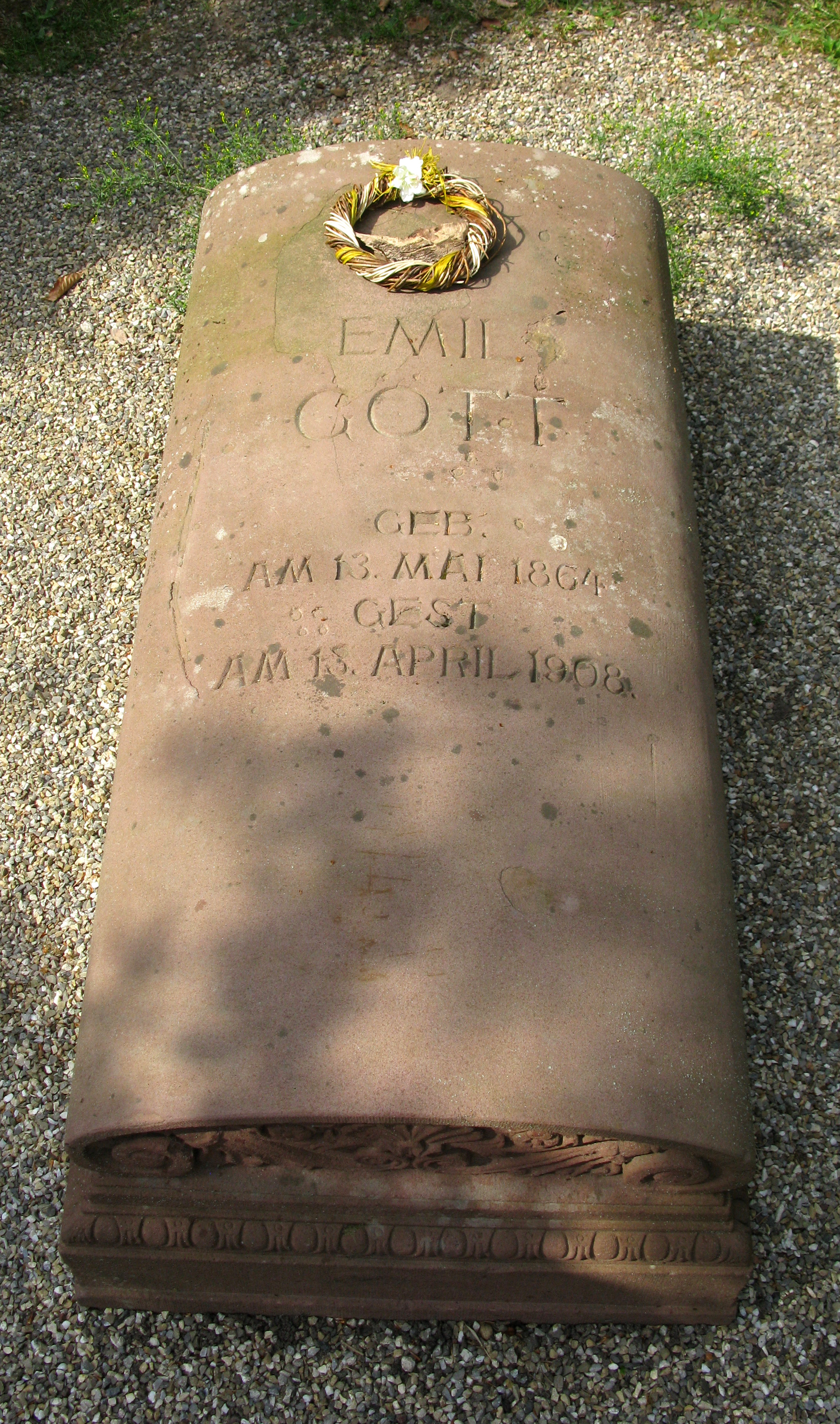
Grab auf dem Freiburger Hauptfriedhof

Emil Gött (* 13. Mai 1864 in Jechtingen; † 13. April 1908 in Freiburg im Breisgau) war ein deutscher Schriftsteller.

## Leben
Emil Gött war ein Sohn des Joseph Gött und der Maria Ursula, geborene Schneller (1842–1927). Er machte 1884 sein Abitur am Lahrer Scheffel-Gymnasium. Er studierte ab Herbst 1884 in Freiburg im Breisgau und im Wintersemester 1886/87 sowie 1887/88 in Berlin Sprachwissenschaften, Philosophie und Geschichte. Seit 1888 trat er mit schriftstellerischen, vor allem dramatischen Arbeiten hervor. Am 3. Februar 1894 wurde sein Stück „Der Adept“ in der von einem Freund, Dr. Gustav Manz, gefertigten Bühnenfassung unter dem Titel „Verbotene Früchte“ mit großem Erfolg in Berlin uraufgeführt. Gött erwarb 1894 von den Erträgen seiner Schriftstellerei ein kleines Landgut, „ein Königreich von 15 Morgen“ in der Zähringer Leinhalde bei Freiburg das er bis zu seinem Tode selbst bewirtschaftete; dieses Landgut war wohl billig in der Anschaffung, aber wenig ertragreich und bedurfte immer wieder größerer Geldsummen zur Erhaltung, so dass Gött schon nach zwei Jahren seine „wirtschaftliche, familiäre und persönliche Lage [als] grauenhaft“ beschrieb. Trotz persönlicher Bedürfnislosigkeit fiel es ihm immer schwerer, die Ansprüche seiner Gläubiger und seiner Arbeiter zu befriedigen. Das Anwesen befindet sich heute am Ende des Leinhaldenwegs. Es wird auch Emil-Gött-Haus, Birkenhof oder heute überwiegend Lettisches Haus genannt, da ein lettisches Kulturzentrum dort seit 1952 seinen Sitz hat.
Seine dramatischen Werke, vor allem „Verbotene Früchte“, wurden bis zum Zweiten Weltkrieg vielfach aufgeführt, ohne dass dies seine wirtschaftliche Lage grundsätzlich verbesserte. Götts gesundheitlicher Zustand und damit auch seine Fähigkeit, das kleine Landgut zu bewirtschaften, verschlechterten sich in den letzten Jahren vor seinem Tod 1908 immer mehr.
Gött war mit dem Dichter Emil Strauß befreundet. Dieser berichtet in seinem Roman Das Riesenspielzeug (1935) von Wanderungen mit Gött und von gemeinsamer Landarbeit. Außerdem verfasste Gött ab 1892 Aphorismen, weiterhin Gedichte und Sprüche. Der Nachlass Emil Götts befindet sich in der Universitätsbibliothek Freiburg. 1958 wurde in Freiburg die Emil-Gött-Gesellschaft gegründet, die sich der Pflege seines Nachlasses und seines Andenkens widmet.
Er war Mitglied der Studentenverbindung Markomannia Freiburg (heute Turnerschaft Markomanno-Albertia Freiburg im CC).
Nach Emil Gött wurde die Freiburger Emil-Gött-Grund- und Hauptschule im Stadtteil Zähringen benannt sowie in seinem Geburtsort Jechtingen der Emil-Gött-Brunnen (heute: Emil-Gött-Schule, eine Grundschule).
In zahlreichen Gemeinden und Städten wurden Straßen benannt, wie z. B. die Emil-Gött-Straßen in Karlsruhe und Freiburg und der Emil-Gött-Weg in Emmendingen. Der Chirurgie-Professor und beliebte Medizin-Autor Hans Killian stellt vielen seiner dramatischen Erfahrungsberichte Lebensweisheiten von Emil Gött voran. Gött und Emil Strauß waren bereits bei Hans Killians Vater Gustav Killian häufig zu Gast. Gött hatte zur Zeit der Entstehung seines Lustspiels Die Mauserung auch einmal etwa ein Jahr bei den Killians, dessen Haus als „kulturelles Zentrum Freiburgs“ fungierte, gewohnt.

## Werke (Auswahl)
- Gesammelte Werke, 2., vermehrte Auflage, Hünenburg-Verlag, Straßburg 1943.
- Tagebücher und Briefe, 2., vermehrte Auflage, Hünenburg-Verlag, Straßburg 1943.
- Aus einem alten Album. Nachwort von Eberhard Meckel. Rombach, Freiburg 1962.